# 熊本学園大学付属中学校・高等学校
熊本学園大学付属中学校・高等学校（くまもとがくえんだいがくふぞくちゅうがっこう・こうとうがっこう）は、熊本県熊本市中央区大江に所在し、中高一貫教育を提供する私立中学校・高等学校。
地元では、学園大付属や学付（がくふ）、校内の教職員の間では付属高校と呼ばれている。

## 沿革
- 1958年（昭和33年） - 熊本商科大学付属高等学校設立認可。
- 1994年（平成6年） - 「熊本商科大学」が「熊本学園大学」に改称されたのに伴い、「熊本学園大学付属高等学校」と改称。
- 2009年（平成21年） - 創立50周年を迎える。
- 2011年（平成23年）3月27日 - 熊本学園大学付属中学校が新設・開校[1]。中高一貫教育を開始する[1]。

## 制服
- 男子は、チャック式の学ラン。
- 女子は、冬服は中高共通の赤いネクタイと紺スーツ。夏服は青に近い水色のワンピースタイプのセーラー服に白いスカーフ（中学はデザインが同じだが、セパレート型で白いリボン）を結ぶ。
- 女子の制服は県内でも人気の高い制服である。映画「はらはらなのか。」において、本校の女子夏服が衣装として採用された[2]。

## 著名な出身者

### サッカー
- 森田浩史 - サッカー選手
- 木村絵梨 - 女子サッカー選手

### バドミントン
- 本山秀昭 - バドミントン選手
- 古財和輝 - バドミントン選手

### その他スポーツ
- 米村和樹 - 元プロ野球選手（阪神タイガース）
- 片岡勇 - ボート選手
- 松本天心 - 格闘家、格闘技プロデューサー

### 芸能
- 高橋玲奈 - 女優
- 菊住守代司 - ミュージシャン（キャプテンストライダム/ドラムス担当）
- 永田貴樹 - ミュージシャン（椿屋四重奏）
- 林田雪菜 - ローカルタレント

### アナウンサー
- 後藤祐太 - TKUテレビ熊本アナウンサー
- 原武博之 - RKK熊本放送元アナウンサー・ラジオ局局次長、現ラジオパーソナリティ
- 佐藤肖嗣 - NIB長崎国際テレビアナウンサー
- 藤本愛英 - TKUテレビ熊本元アナウンサー・フリースタイル代表・編集長
- 森山みなみ - テレビ朝日アナウンサー

### 文化
- 田中芳樹 - 作家
- 山田敦士 - 写真家 ※中退
- 榎田信衛門 - メディアプロデューサー、災害ジャーナリスト、映画評論家、放送作家

### 政治
- 坂本哲志 - 衆議院議員、農林水産大臣
- 山下慶一郎 - 荒尾市長

## 交通アクセス

### 熊本学園大学付属高等学校
最寄りの鉄道駅
- 豊肥本線（JR九州）水前寺駅より徒歩15分
- 熊本市電 味噌天神前電停より徒歩15分

最寄りのバス停
- 九州産交バス（託麻原本通り経由）・熊本都市バス（第一環状線） 「大江渡鹿」バス停
- 熊本都市バス（中央環状線） 「学園大前」バス停

### 熊本学園大学付属中学校
最寄りの鉄道駅
- 豊肥本線（JR九州）水前寺駅北口より徒歩15分

最寄りのバス停
- 九州産交バス（託麻原本通り経由）、「大江住宅前」バス停より徒歩1分
- 熊本都市バス（第一環状線） 「大江渡鹿」バス停より徒歩5分
- 熊本都市バス（中央環状線・大江城西線・子飼渡瀬線） 「学園大前」バス停より徒歩2分